# Burgstraße (métro de Hambourg)
Burgstraße (en allemand : U-Bahnhof Billstedt) est une station de la ligne U2 et de la ligne U4 du métro de Hambourg. Elle se situe dans le quartier de Hamm, dans l'arrondissement de Hambourg-Mitte, à Hambourg en Allemagne.

## Situation sur le réseau

Plans des lignes
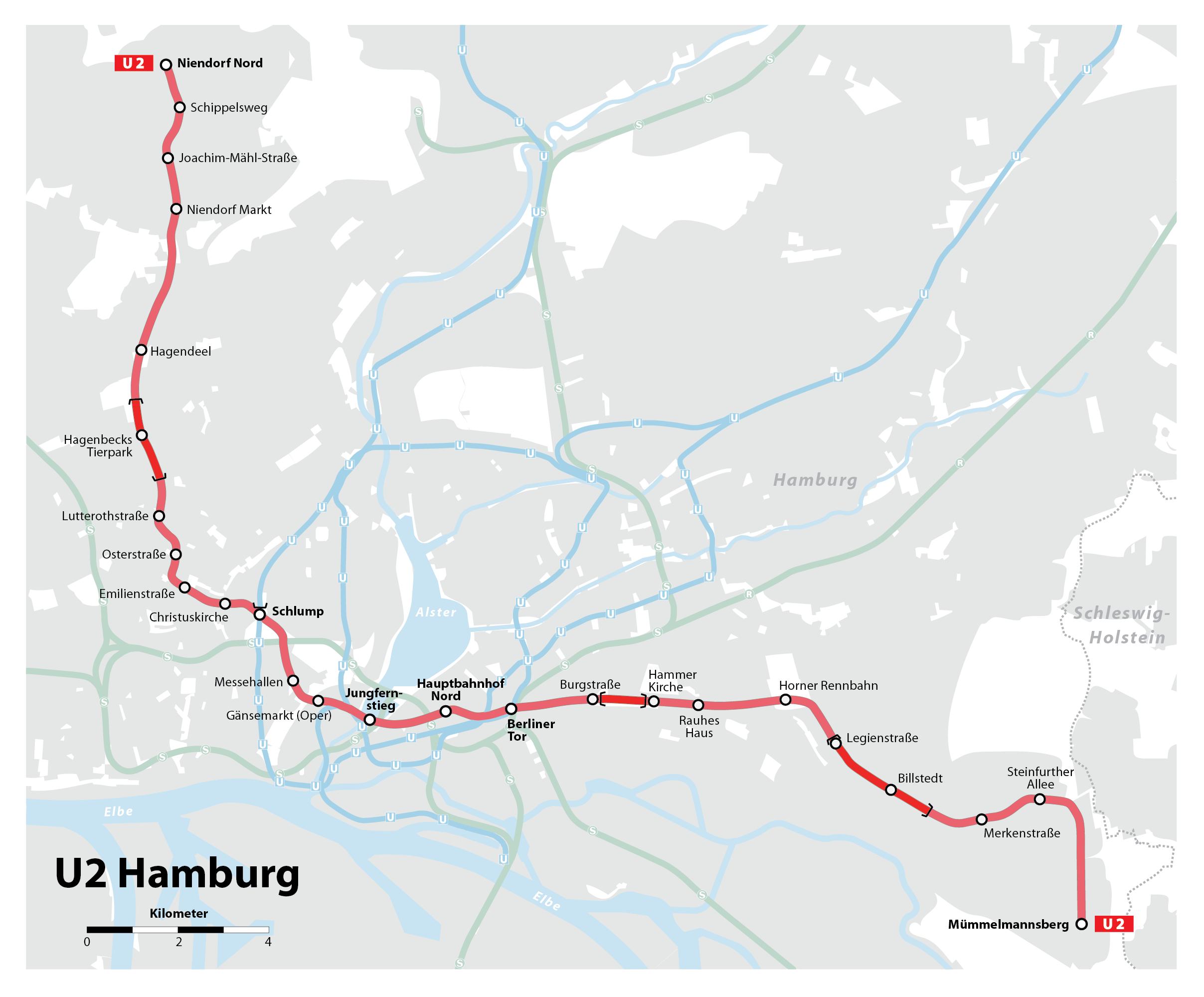
Ligne U2.
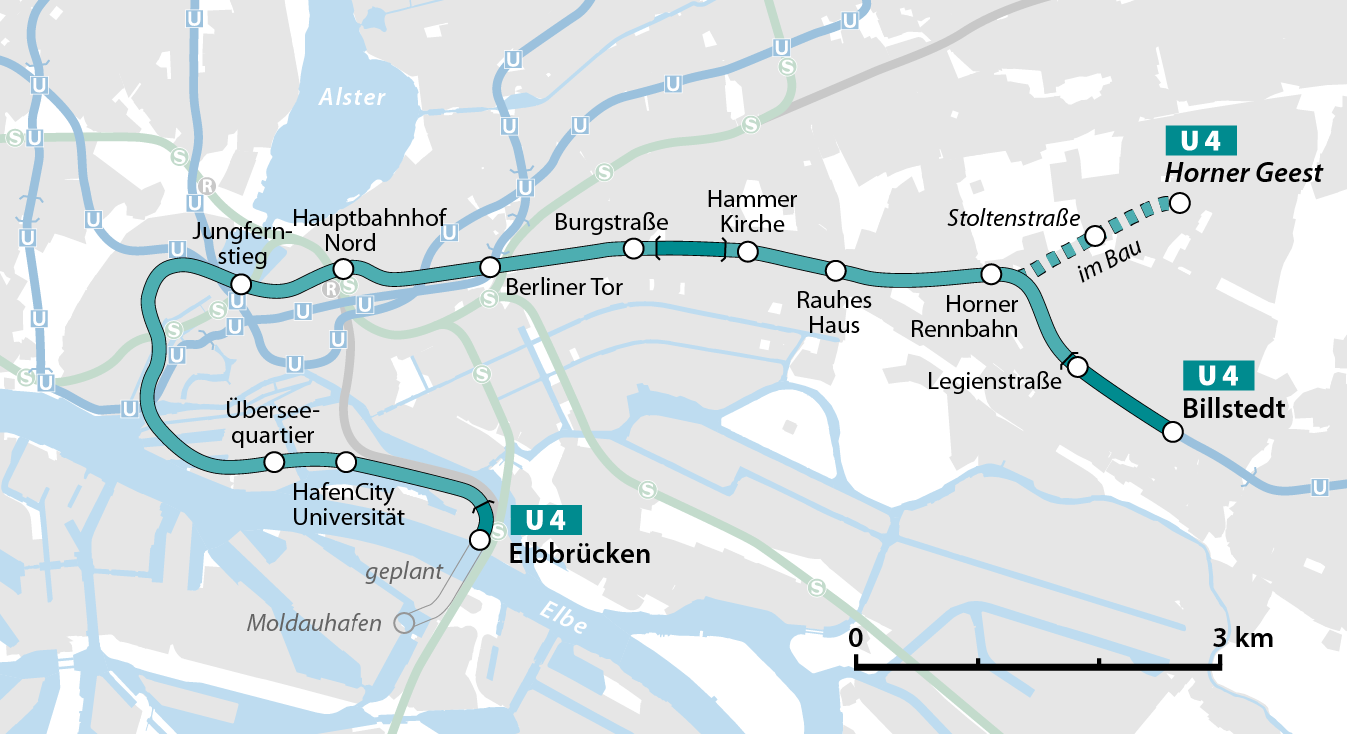
Ligne U4.

## Histoire
La station de métro Burgstrasse est à l'origine destinée à une autre ligne de métro, appelée Alsterhalbring. L'agrandissement complet prévu à cet effet aurait nécessité une plate-forme supplémentaire au nord de l'installation existante.
La station de métro Burgstrße est en service en janvier 1967. Elle fait partie de la première étape de la construction du métro de Berliner Tor à Billstedt et, en même temps, la voie vers la station Horner Rennbahn est ouverte. Le métro remplace les lignes de tramway très fréquentées 1 et 7 jusqu'à Billstedt, la ligne de tramway 2 jusqu'à Horner Rennbahn par Hamm-Nord, ainsi que les lignes de bus de la société de transport Hambourg-Holstein (VHH) à partir da la gare routière centrale de Hambourg à l'est (Oststeinbek , Glinde, Trittau), qui sont retirés vers la Horner Rennbahn (plus tard Billstedt ou Merkenstrasse, voire plus tard Steinfurther Allee).
La station est construite comme une installation de transfert pour les lignes de tramway restantes 5 vers Horner Rennbahn via Hamm-Nord, 15 vers Winterhude-Hoheluft-Eimsbüttel-Altona et 19 par Berliner Tor jusqu'à Billbrook. Les voies étaient positionnées de manière que la zone des passagers soit au milieu et servent également de boucle. Depuis l'arrêt du tramway, des bus urbains circulent sur ces lignes.
Burgstraße était auparavant desservie par la ligne U3, donc les trains vers le centre-ville continuaient depuis Berliner Tor sur la ligne périphérique de 1912. La ligne U2 circule ici depuis 2009, traversant le centre-ville depuis Berliner Tor sur un itinéraire construit à la fin des années 1960. Depuis 2012, la ligne U4 circule également sur la ligne Elbbrücken–Billstedt.

## Services aux voyageurs

### Accès et accueil
La station de métro se situe au nord de la Hammer Landstraße, entre l'intersection avec la Burgstraße éponyme et le carrefour avec Sievekingdamm. À l'est de la station se trouve l'espace vert Thörls Park.
La station dispose d'un quai central d'environ 120 mètres de long à un niveau bas, à partir duquel deux escaliers mènent à un bâtiment d'accès directement au-dessus de la zone du métro.
Depuis décembre 2014, la plate-forme est accessible sans obstacle avec un ascenseur. Dans le cadre des travaux de rénovation, la partie médiane de la plate-forme est surélevée et des extensions structurelles sont ajoutées aux escaliers pour diriger les personnes.

### Intermodalité
La station de métro Burgstraße est un point de connexion avec le réseau de bus de Hambourg ; la ligne 25 du Metrobus en demi-anneau vers Winterhude-Eppendorf-Eimsbüttel-Altona s'arrête ici.